# Rie Miyazawa
Rie Miyazawa (宮沢 りえ?, Miyazawa Rie; Tokyo, 6 aprile 1973) è un'attrice ed ex modella giapponese.

## Filmografia parziale

### Cinema
- Docchini suruno (どっちにするの。), regia di Shūsuke Kaneko (1989)
- Erochikku na Kankei (エロチックな関係), regia di Kōji Wakamatsu (1992)
- Shijūshichinin no shikaku (四十七人の刺客), regia di Kon Ichikawa (1994)
- Yun zhuan shou zhi lian (運轉手之戀), regia di Chang Huakun e Chen Yi-wen (2000)
- You yuan jing meng, regia di Yonfan (2001)
- Il crepuscolo del samurai (たそがれ清兵衛), regia di Yoji Yamada (2002)
- Chichi to Kuraseba (父と暮せば), regia di Kazuo Kuroki (2004)
- Tony Takitani (トニー滝谷), regia di Jun Ichikawa (2004)
- Ashurajō no Hitomi (阿修羅城の瞳), regia di Yōjirō Takita (2005)
- Hana yori mo naho (花よりもなほ), regia di Hirokazu Kore-eda (2006)
- Majo no takkyūbin (魔女の宅急便), regia di Takashi Shimizu (2014)
- Kami no tsuki (紙の月), regia di Daihachi Yoshida (2014)
- Too Young to Die (Too Young to Die! 若くして死ぬ), regia di Kankurō Kudō (2016)
- Yu wo wakasuhodo no atsui ai (湯を沸かすほどの熱い愛), regia di Ryōta Nakano (2016)
- Ningen Shikkaku (人間失格), regia di Mika Ninagawa (2019)
- Seven Days War  (ぼくらの七日間戦争 Bokura no nanoka-kan sensō), regia di Yūta Murano (2019) - voce del personaggio Hitomi Nakayama

### Televisione
- Gō (2011)
- Gu-Gu Datte Neko de Aru (2014)
- Phoenix: Eden17 (2023)